# Semaine sainte (nouvelle)
Pour l’article homonyme, voir Semaine sainte.
Semaine sainte est une nouvelle de six pages d'Anton Tchekhov, parue en 1887.

## Historique
Semaine sainte est initialement publiée dans la revue russe Le Journal de Pétersbourg, numéro 87, du 30 mars 1887, sous le pseudonyme A.Tchekhonte.

## Résumé
Fédia, garçon de huit ans, raconte les journées de la semaine sainte dans son village : la communion des habitants et de ses copains d'école, la messe, les paroles du pope.

## Édition française
- Semaine sainte, traduit par Édouard Parayre, éditions Gallimard, Bibliothèque de la Pléiade, 1970  (ISBN 2-07-010550-4)